# 神二ダム
神二ダム（じんにダム、別称：神通川第二ダム）は、富山県富山市、一級河川・神通川水系神通川に建設されたダム。高さ40メートルの重力式コンクリートダムで、北陸電力の発電用ダムである。同社の水力発電所・神通川第二発電所に送水し、最大4万キロワットの電力を発生する。

## 歴史
1951年（昭和26年）、北陸電力が発足して初めてとなる大規模な水力発電開発が神通峡において行われた。かつて日本発送電が着手し、中断した寺津発電所計画を継承し、修正を加えたものが神通川第一発電所および神一ダムである。その下流に神二ダムを建設することが計画された。神二ダム直下右岸の神通川第二発電所は、カプラン水車を採用する2台の水車発電機を設置し、合計最大4万キロワットの電力を発生できる。神二ダムの建設は1952年（昭和27年）9月に着工し、1954年（昭和29年）2月16日に1号発電機が、同年3月16日に2号発電機が運転を開始した。
神二ダムの当初の目的は、神通川第一発電所の逆調整であった。神通川第一発電所は電気の多く消費される時間帯に集中して発電するため、発電所の出力調整に伴って河川の増水・減水が繰り返される。これを神二ダムで吸収し、下流における利水やレジャーへの悪影響を抑える必要があった。その後、神二ダムから4キロメートル下流に建設する神三ダムによって逆調整を行うことが計画されたことで、神通川第二発電所の運用が見直される。逆調整のためには出力を一定に保たなければならなかったところ、神通川第一発電所と連携した出力調整が可能になった。

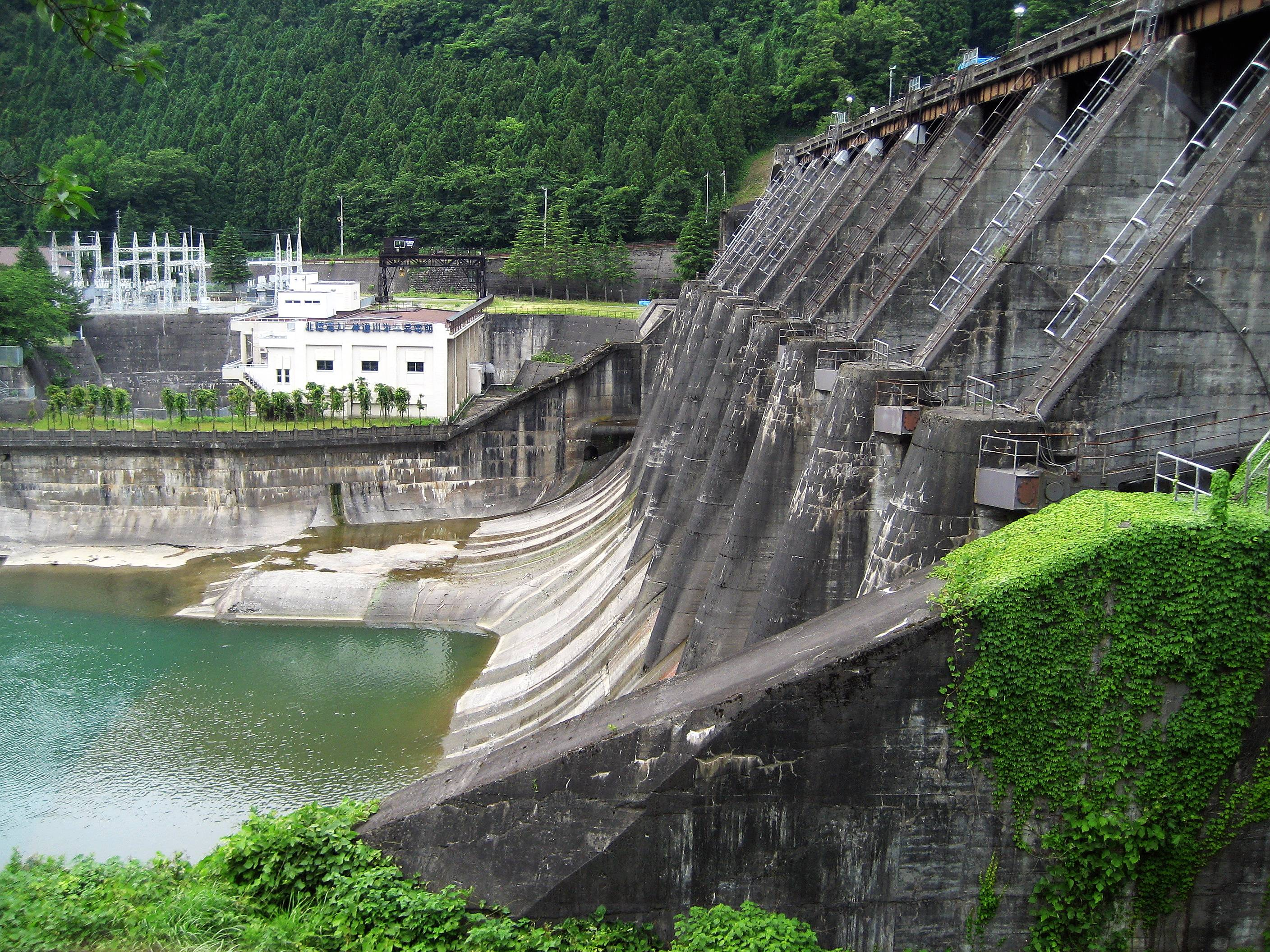
神通川第二発電所
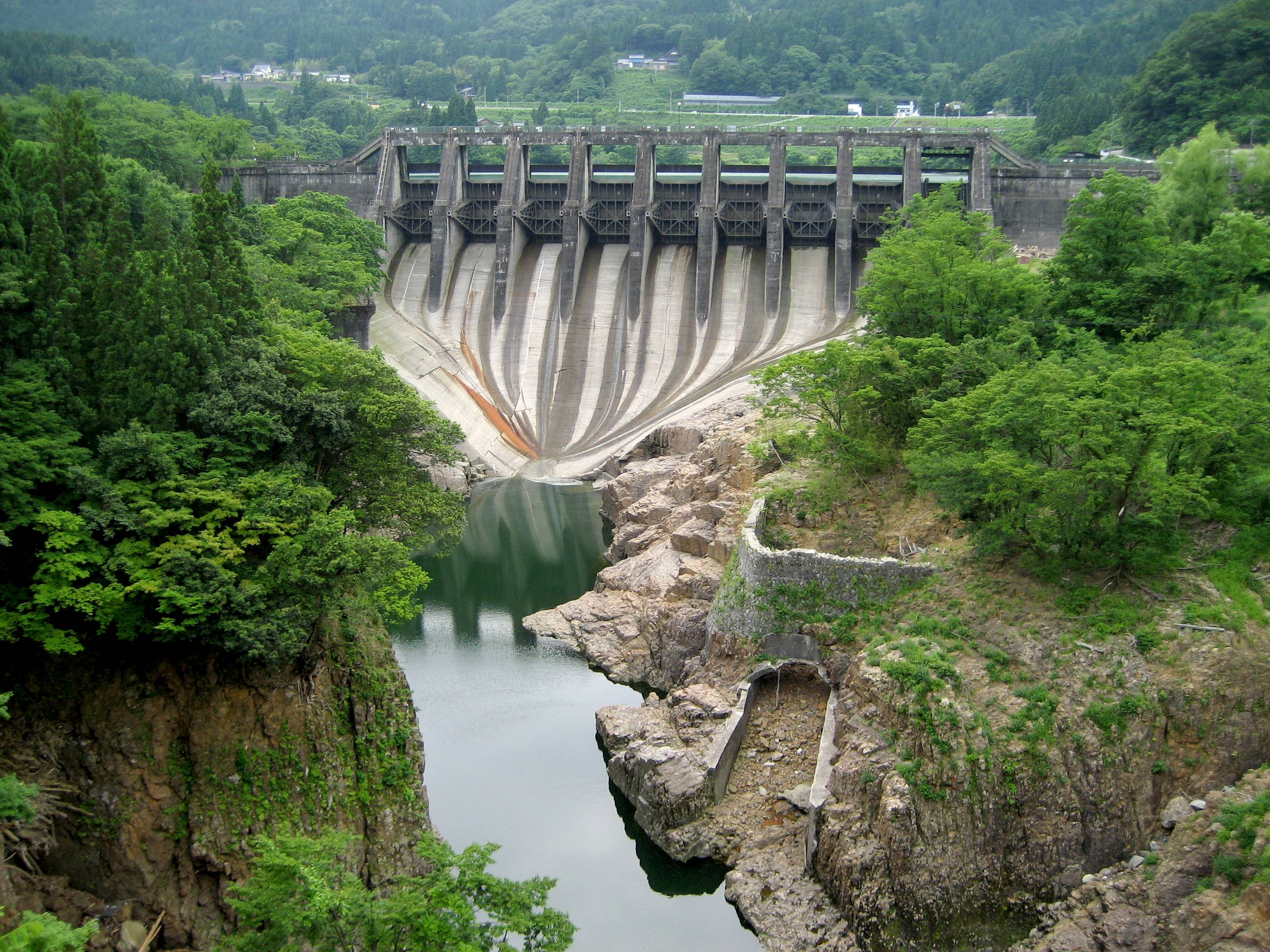
神一ダム
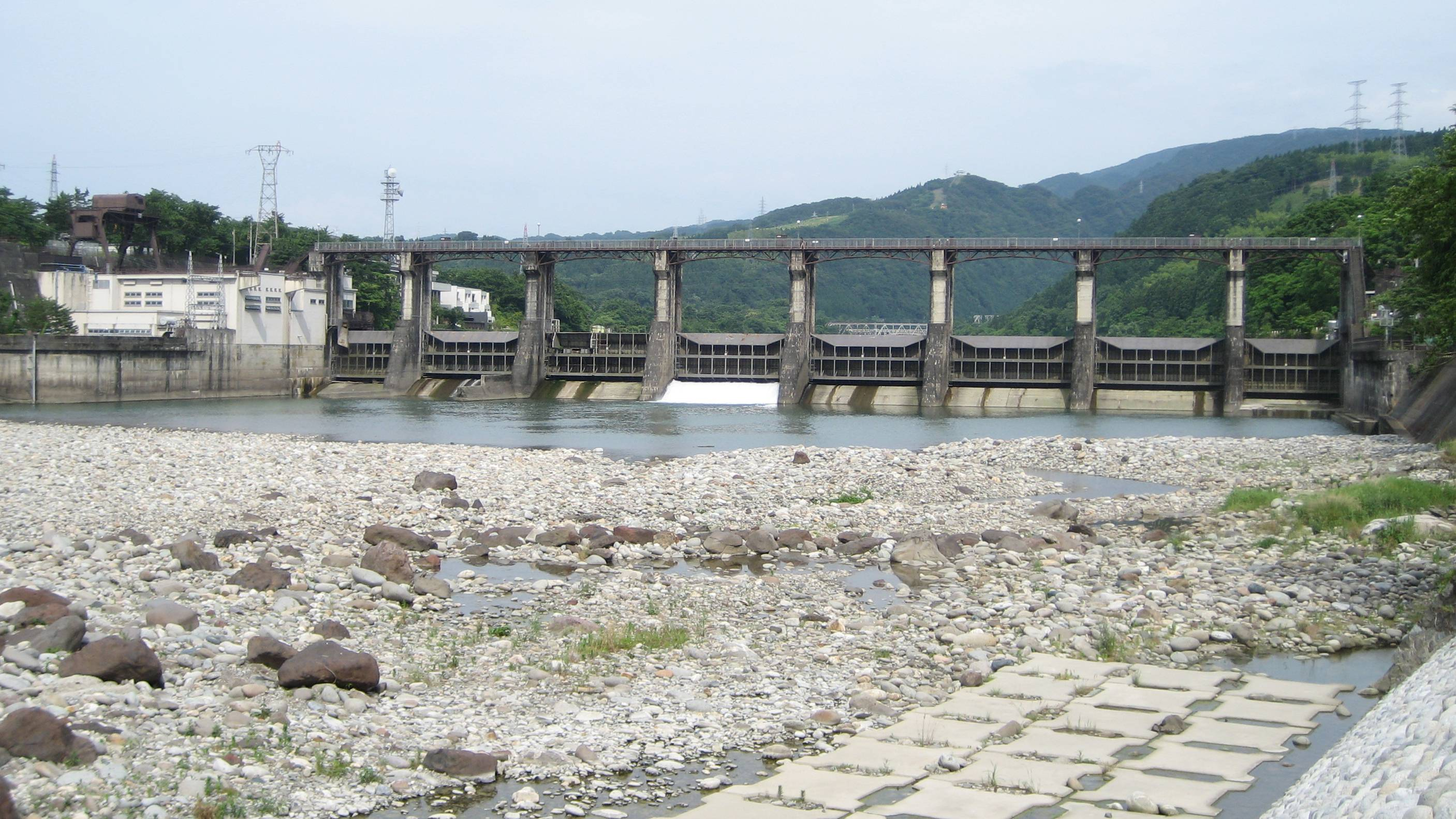
神三ダム

## 周辺
北陸自動車道・富山インターチェンジから国道41号を南下、神通川に架かる新笹津橋を渡って間もなく、神二ダムが見えてくる。ダム左岸には岩稲（いわいね）広場があり、十数台の自動車が駐車できるスペースがある。ダム湖（人造湖）は富山県スポーツ協会の「富山県漕艇場」（社団法人日本ローイング協会B級公認コース）となっており、ローイング競技（ボート競技）のコースとして、また練習会場として利用され、ここで腕を磨いて世界へと羽ばたいていった選手も数多いという。このほか湖畔には神通峡岩稲温泉楽今日館（らっきょうかん）がある。